# August Weizenberggatan
August Weizenberggatan (estniska: August Weizenberg tänav) är en gata i Kadriorg i distriktet Kesklinn i Tallinn i Estland. Gatan har sitt namn efter skulptören August Weizenberg.
Stadsdelen Kadriorg består huvudsakligen av bostadshus samt det stora parkområdet omkring Kadriorgs slott. August Weizenberggatans västra ände är Narvavägen vid dess korsning med Petroleumgatan. Den östra änden ligger vid Vaige strax bortom och ovanför Kadriorgparken.
Gatan hette tidigare Fennerrugatan och döptes om till Salongsgatan 1813 efter öppnandet av Georg Wittes badsalong 1813. Den var då ett trädkantat stråk, som omvandlades till en tillfartsgata till Kadriorgparken, så småningom omkring sekelskiftet 1800/1900 en stadsgata kantad av bostadshus.
Spårvagnslinjerna 1 och 3 svänger in på August Weizenberggatan från Narvavägen i östlig riktning från innerstaden och går i en vändslinga runt några kvarter. Spårvägen har två hållplatser på en kort sträcka på August Weizenberggatan, varav den ena, utanför August Weizenberggatan 20 strax före Kadriorgparken, är ändhållplats. Från ändhållplatsen är det bara tre hållplatser till spårvägssystemets centralpunkt i hållplatsen Hobujaam.
I området finns från åren närmast före första världskriget ett antal stora bostadshus i trä i två-tre våningar.

## Bildgalleri

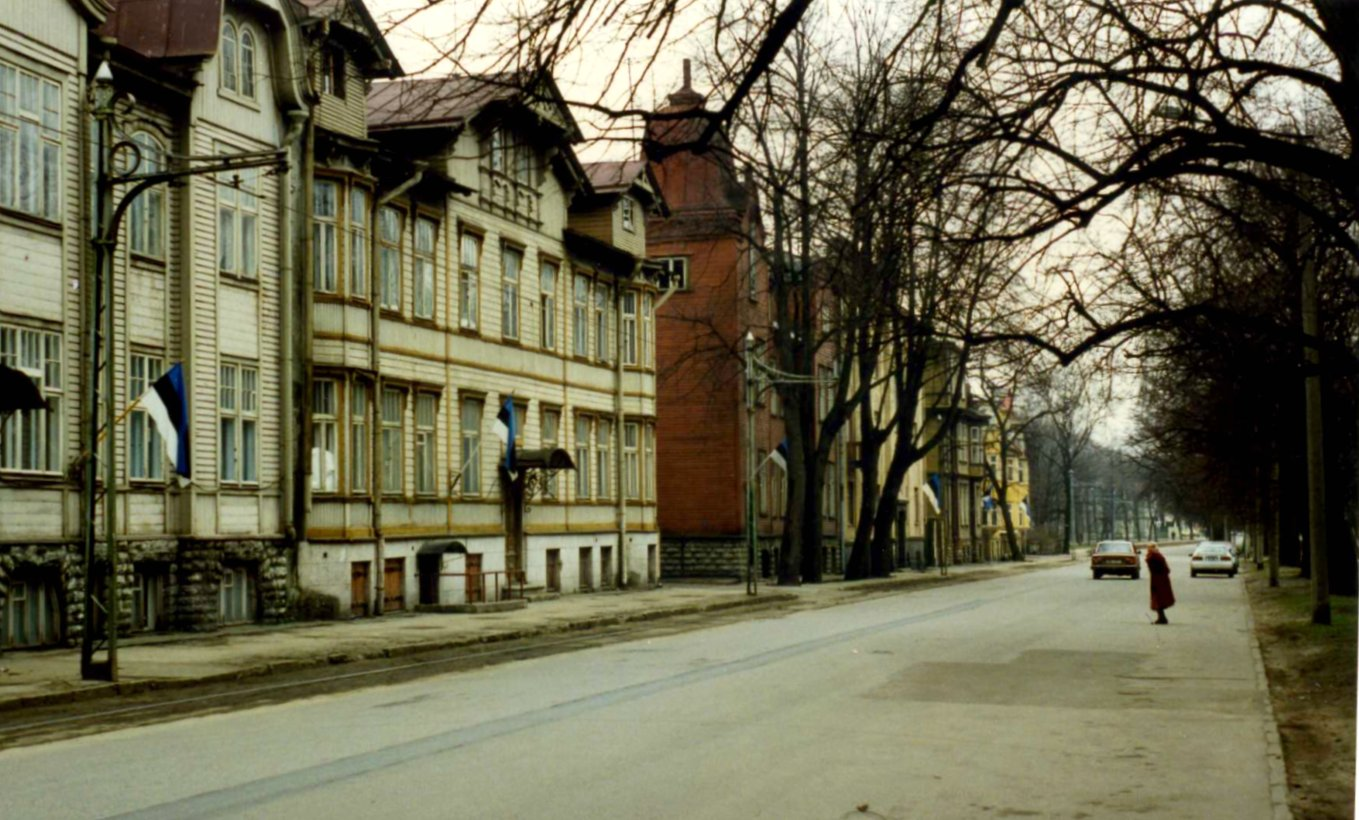
August Weizenberggatan, 1996
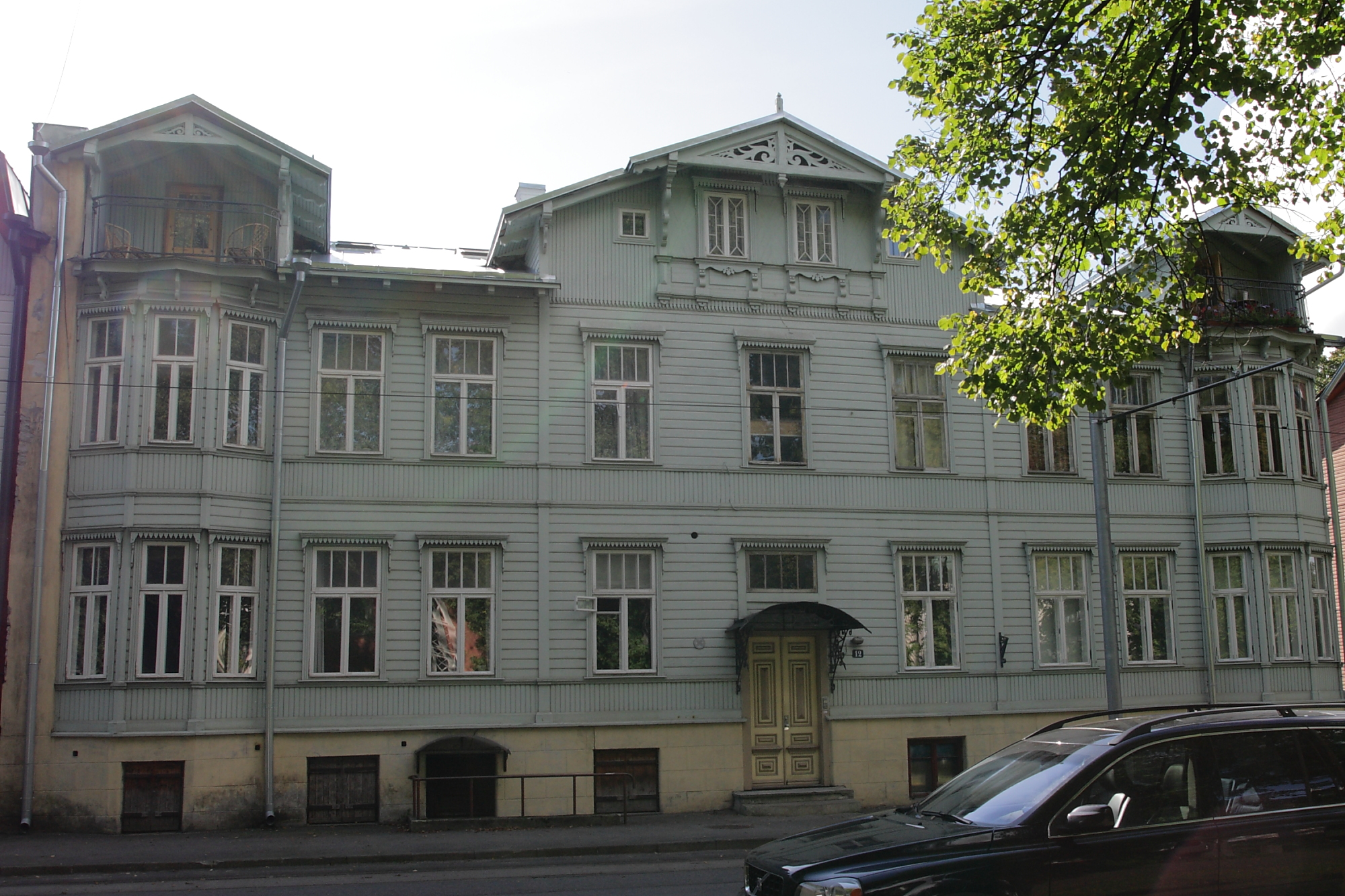
August Weizenberggatan 12
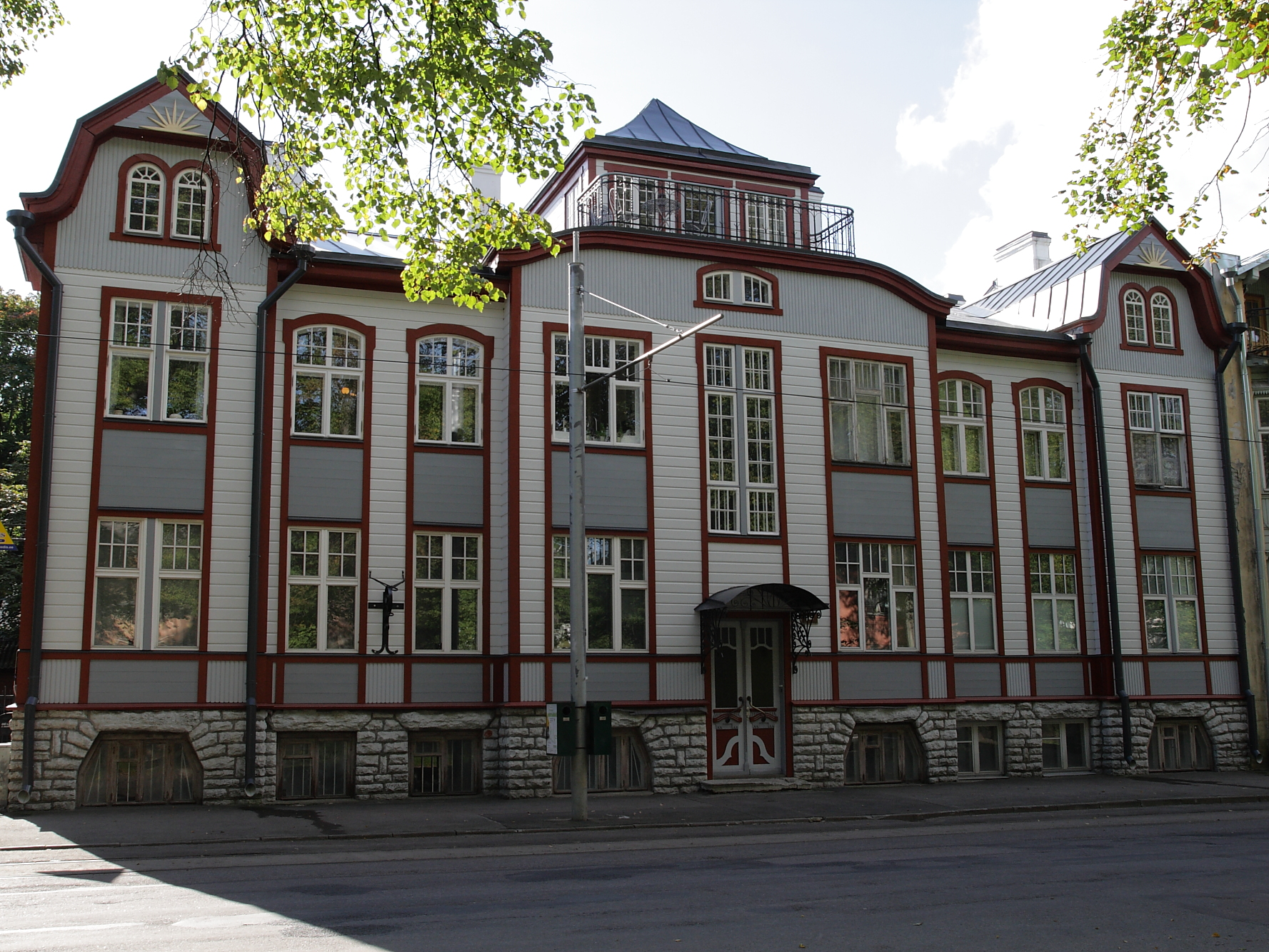
August Weizenberggatan 14
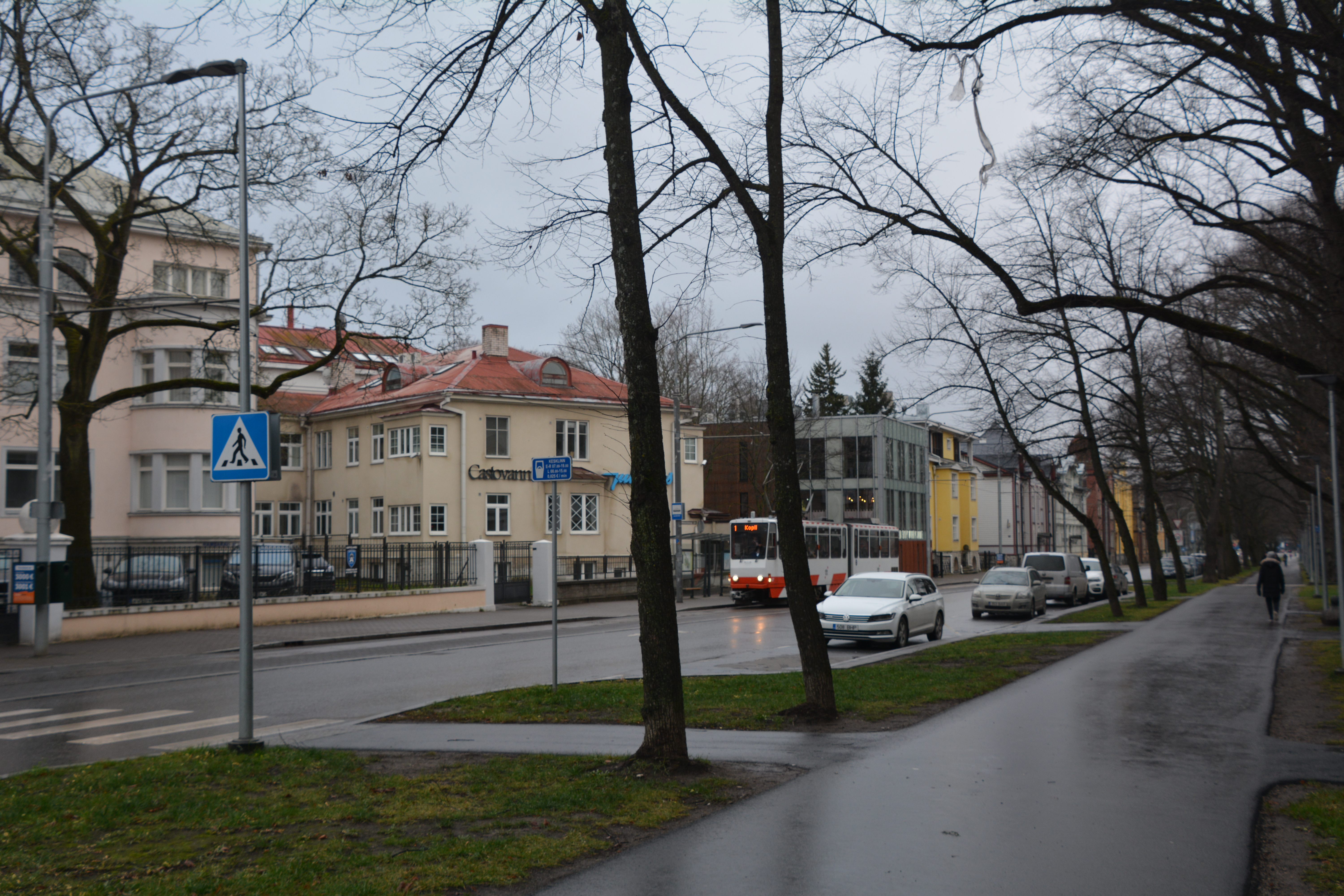
August Weizenberggatan 20, med ändhållplats för spårvagnslinjerna 1 och 3
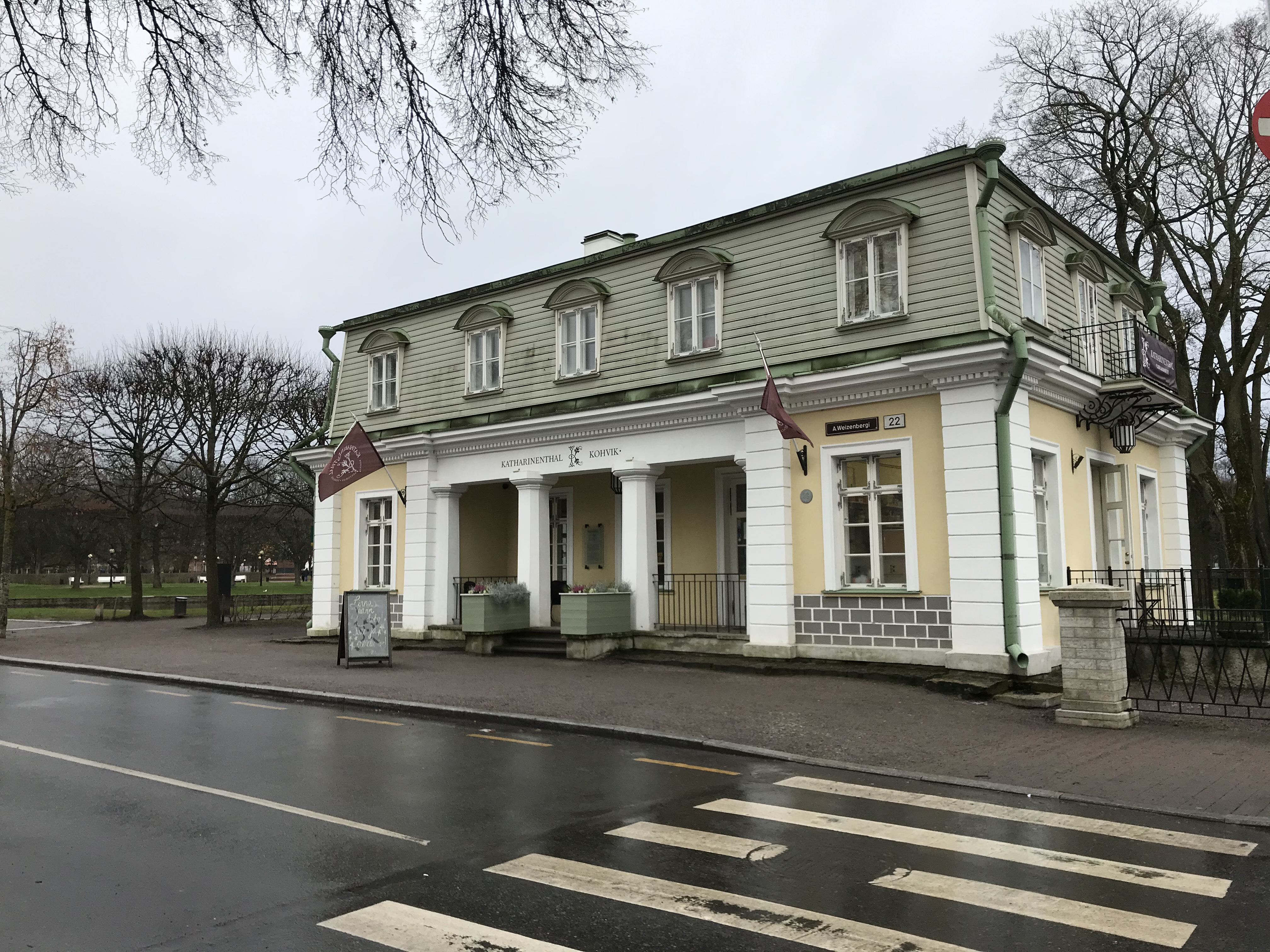
Tidigare vaktstuga på August Weizenberggatan 22, som öppnade som kafeteria 2007
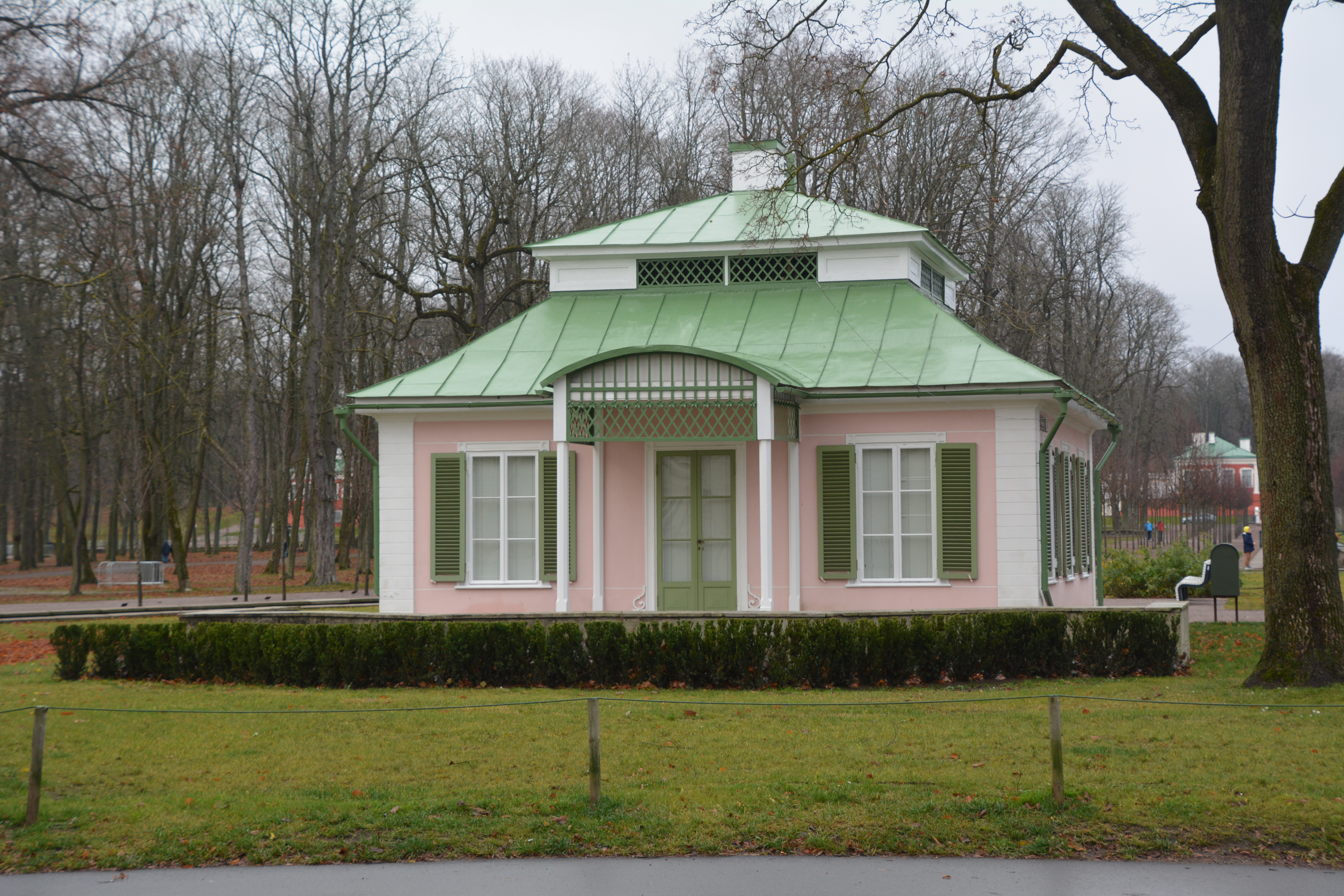
Entrébyggnad till Kadriorgparken vid korsningen av August Weizenberggatan 33 och Jaan Poskagatan, tidigare lusthus
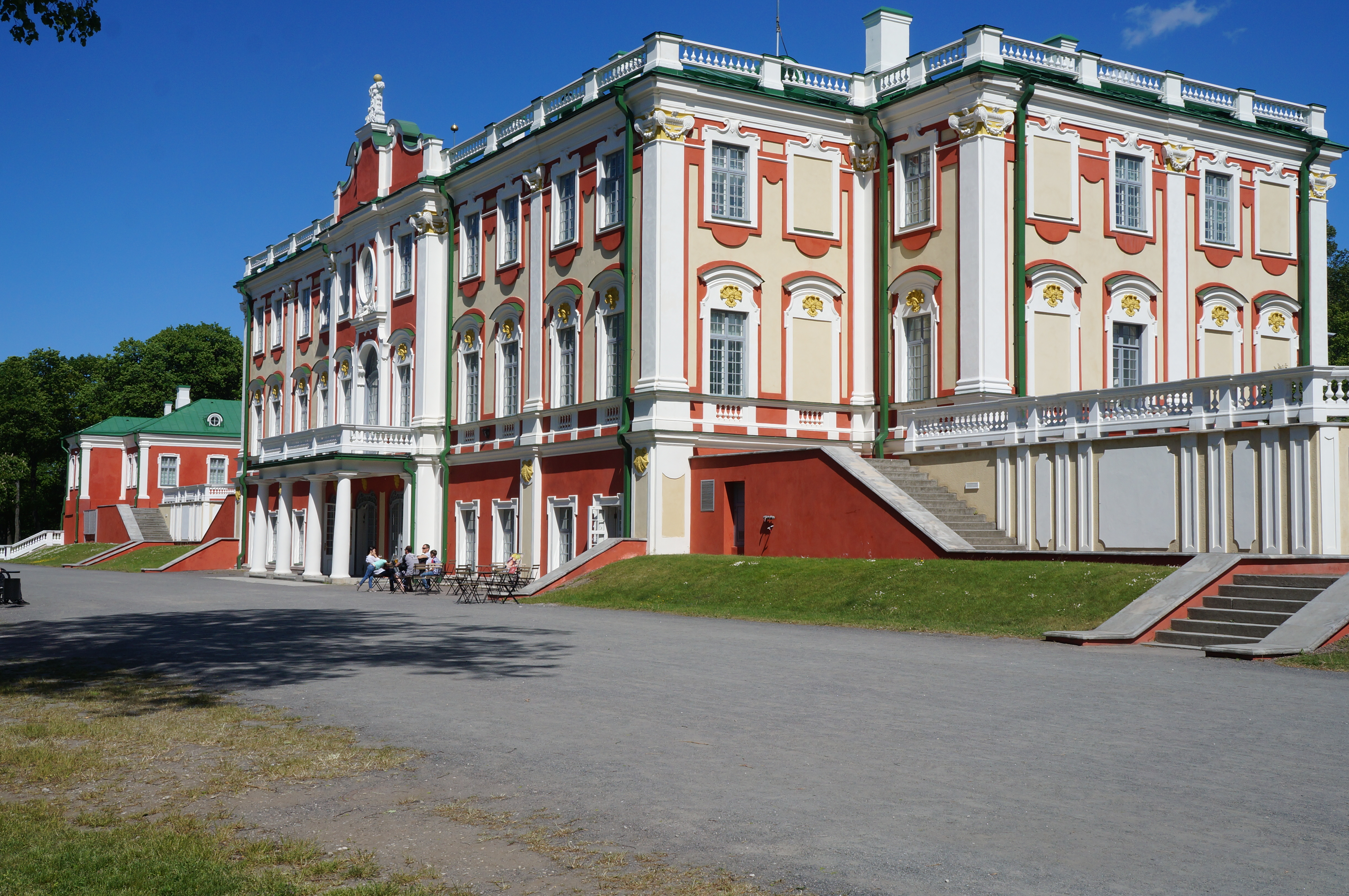
Kadriorgs slott sett från August Weizenberggatan
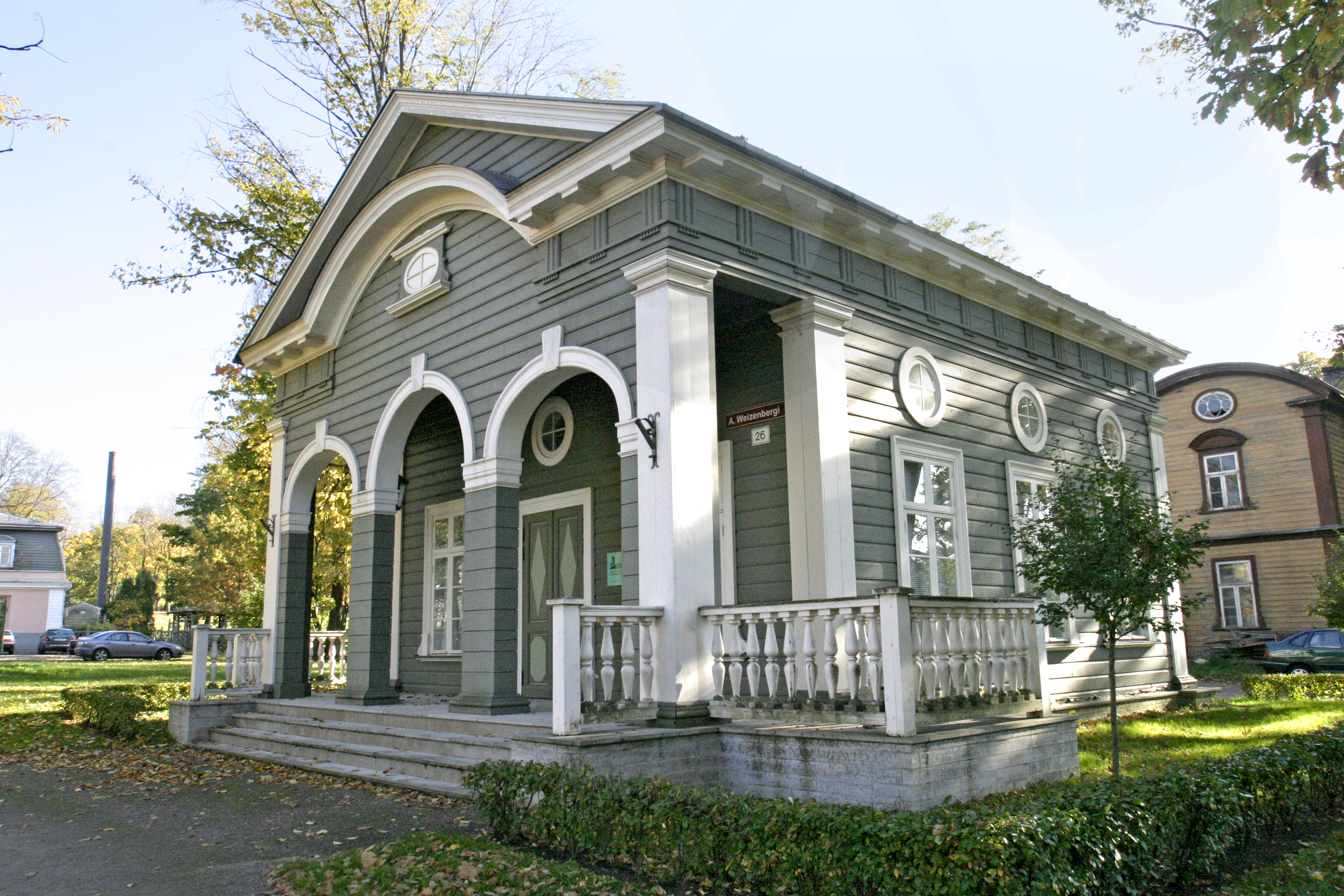
Vakthus för Kadriorgs slott, August Weizenberggatan 26
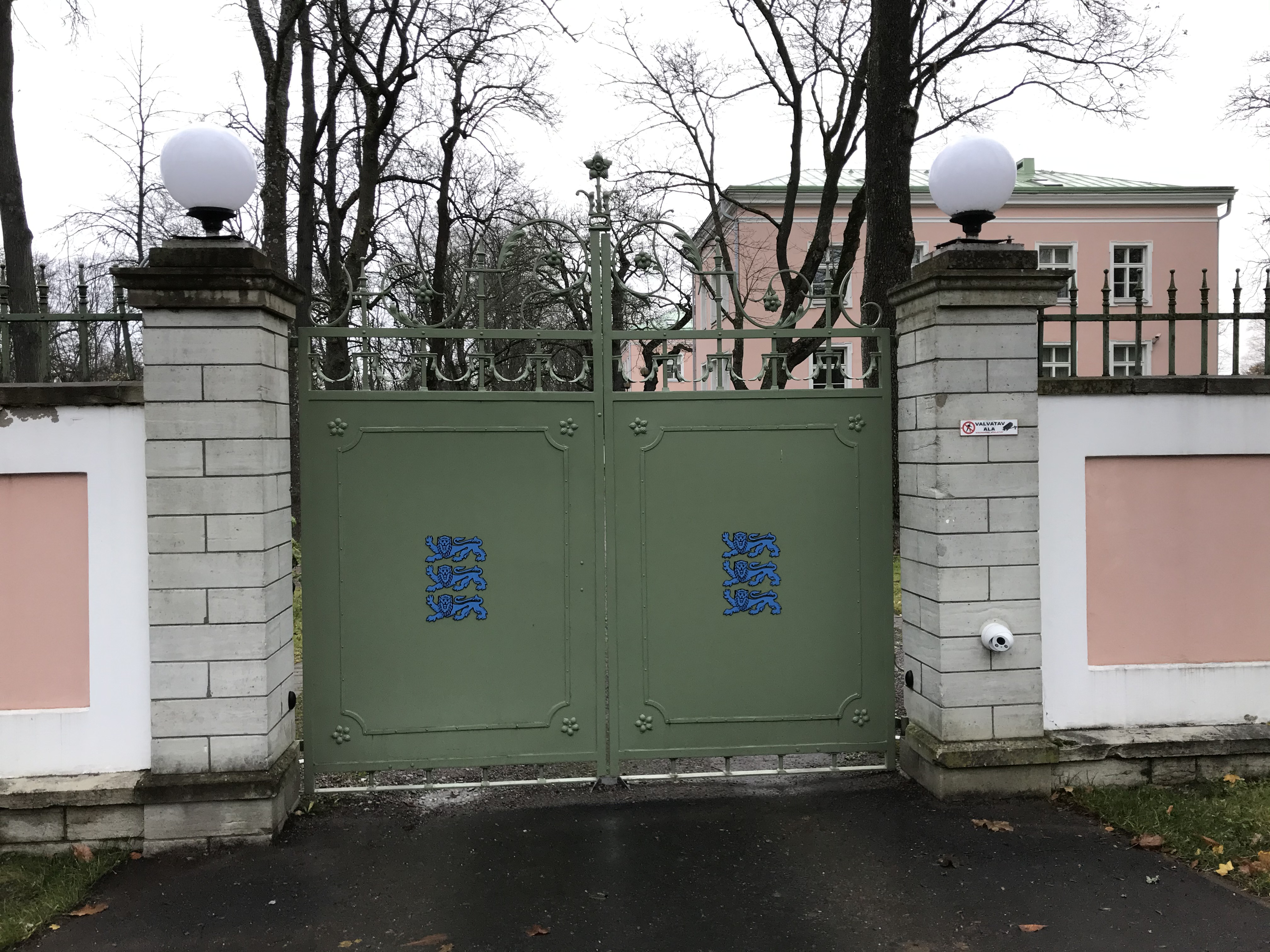
Grinden till presidentpalatset, August Weizenberggatan 39
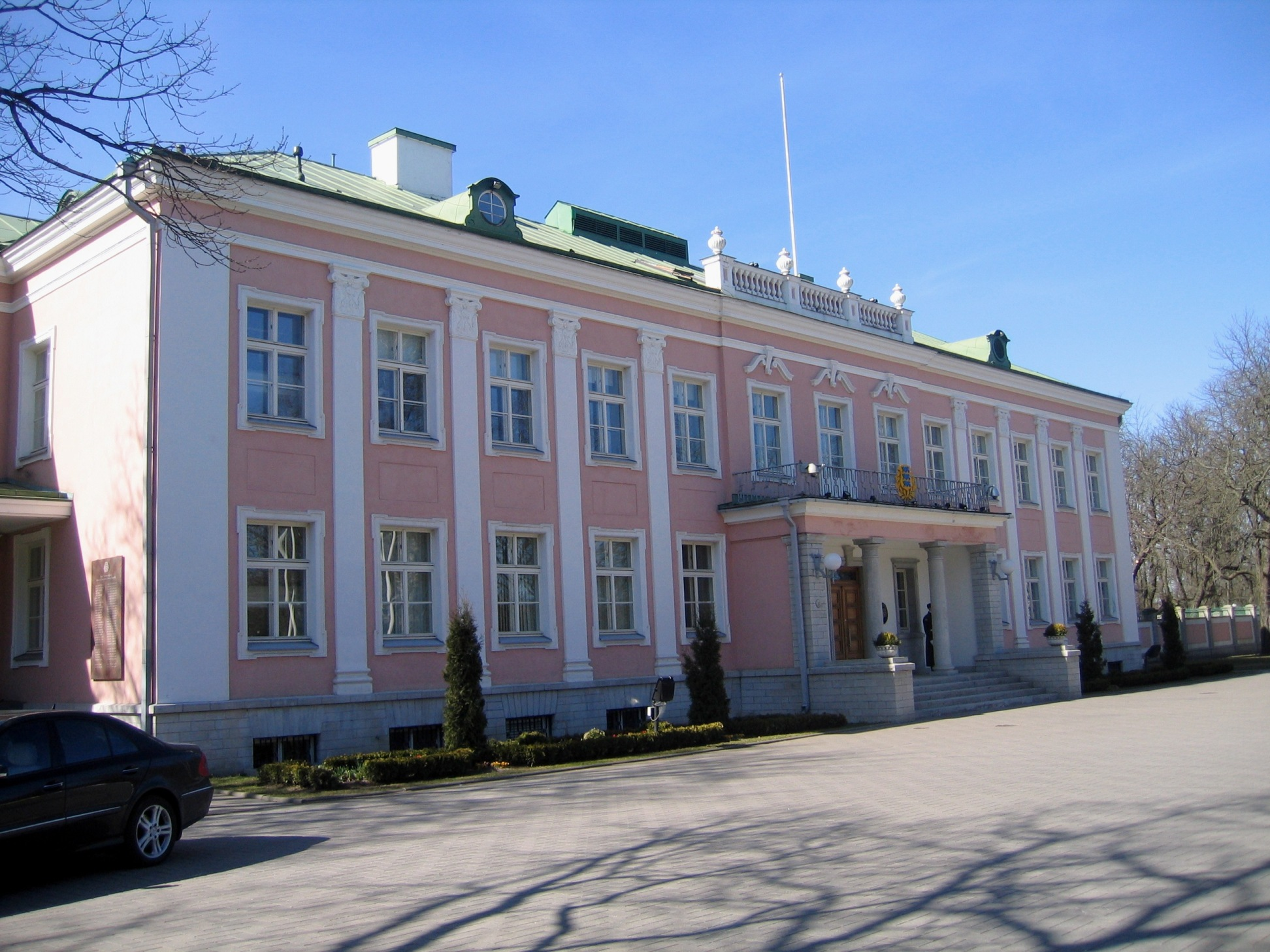
Presidentpalatset sett från August Weizenberggatan
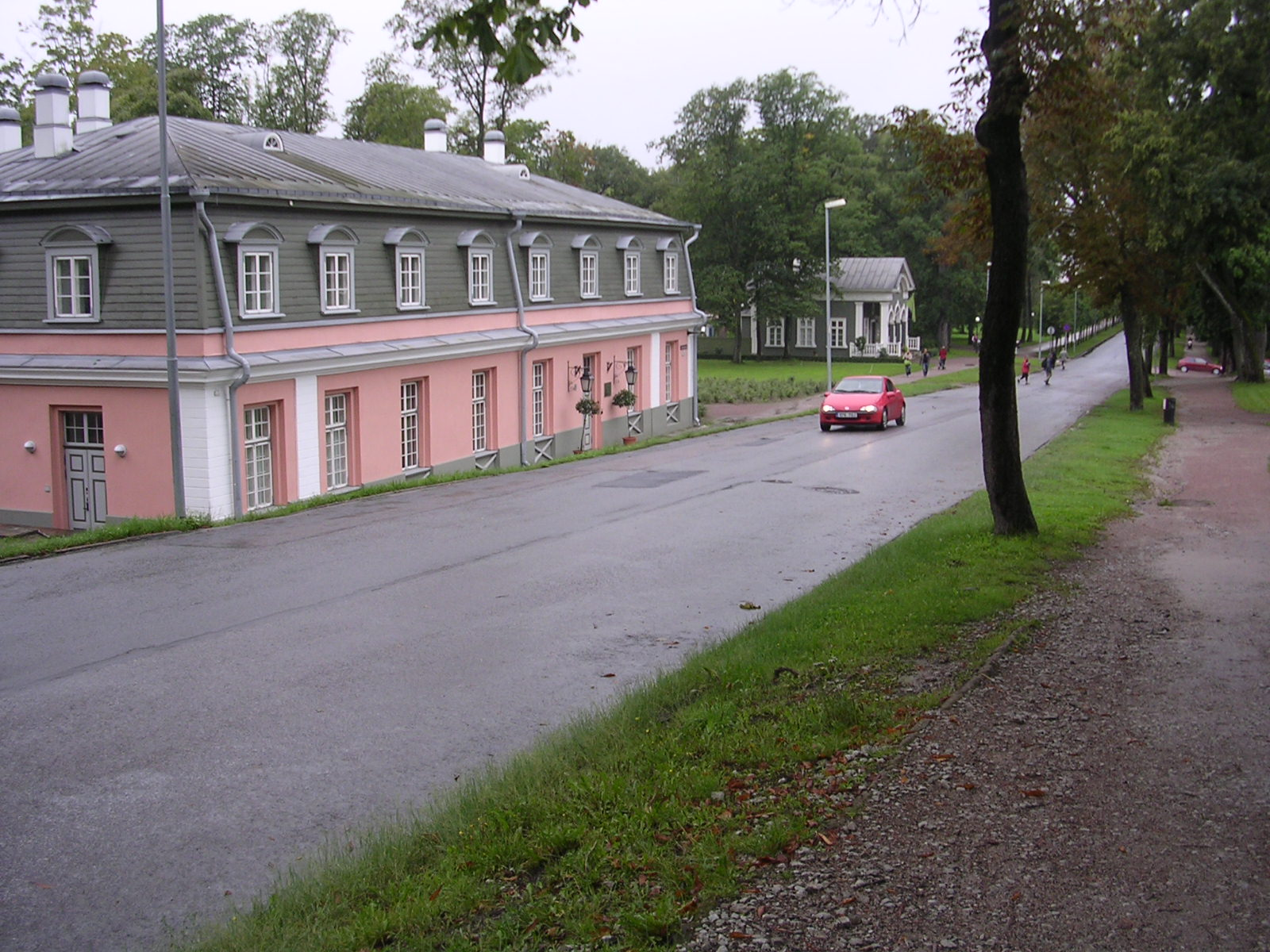
Mikkelmuseet